# Paul Albrecht (Schriftsteller)
Paul Adolph Carl Ludwig Albrecht, auch Paul Adolf Karl Ludwig Albrecht (* 6. September 1863 in Ribnitz; † nach 1935) war ein deutscher Schriftsteller.

## Leben
Paul Albrechts wurde als Sohn des Bäckermeisters Carl Ludwig Albrecht und dessen Frau Marie Magdalene Friederike, geb.  Kölzow, geboren. Als Albrecht in die Schule kam, trat sein Vater in den Staatsdienst ein und die Familie begann häufig umzuziehen. Schließlich trat Albrecht in die Sexta des Gymnasiums in Demmin ein, wo er bis zur Prima blieb und danach untergeordneter Beamter in der Eisenbahnverwaltung wurde und es schließlich zum Eisenbahnobersekretär brachte, gleichzeitig wirkte er als Schriftsteller und spezialisierte sich auf Romane und Bühnendichtung. Am 15. September 1899 heiratete Paul Albrecht als Eisenbahnsekretär in Fürstenberg/Havel, wo die Familie damals lebte, die Fürstenberger Kaufmannstochter Margarete Marie Bertha Mathilde, geb. Meier (* 10. Mai 1875 in Fürstenberg). Später lebte er in Schlachtensee bei Berlin und in Kleinmachnow.
Durch seinen unter dem Pseudonym Hans Hardt veröffentlichten Roman Im Zukunftsstaat (1905) ist Albrecht ein Vertreter des deutschen Zukunftsromans vor dem Ersten Weltkrieg. Der Roman gibt einen utopischen Entwurf eines Staates im Jahr 2411. Aus einer historischen Rückschau wird klar, dass durch eine russische Revolution die Lehre Leo Tolstois sich in der Zukunft über die ganze Welt verbreitet hat. Im Jahr 2011 erfolgte dann die Gründung eines „Weltbundes“. In dieser Zukunftswelt gelten Religion und Fleischverzehr als Grundübel, ebenso entschlossen werden Prostitution, Homosexualität und Alkoholismus bekämpft. Die „segensreichen“ Institutionen dieses Zukunftsstaates lernt der Protagonist Armin Hardt auf einer Reise von Kiel nach Italien kennen. Auf dieser Reise findet er außerdem eine Gefährtin.
1933 trat Paul Albrecht in den Reichsverband Deutscher Schriftsteller e. V. (RDS) ein, der bis 1935 bestand.

## Bibliographie
- Im Zukunftsstaat. Roman. Hüpeden & Merzyn, Leipzig u. a. 1905.
- Ihr Kind. Drama. 1907.
- Aus dem Paradiese. Roman. Sonnen-Verlag, Leipzig 1910.
- Maria. Roman. 1911.
- Germanen. Roman. Xenien-Verlag, Leipzig 1913.
- Die Poscheruner Mühle. Historisches Schauspiel. K. Fischer, Berlin-Friedenau 1914.
- Der 20. Geburtstag. Drama. Dresden, 1915.
- Germanen. Drama. Dresden, 1915.
- Die Bürgermeisterwahl. Lustspiel. Leipzig, 1915.
- Ein teutscher König : Roman aus großen germanischen Tagen. Duncker, Berlin 1917.
- Arminius-Sigurfrid : Der Roman des deutschen Volkes. Matthes & Thost, Leipzig 1920.
- Eine Mänade auf dem Kaiserthron. Roman. Matthes & Thost, Leipzig 1922.
- Karl-August, der Sozialist. Roman. Hückstaedt, Berlin-Schlachtensee 1921.
- Der Diktator. Roman. Siegfried, Berlin-Schlachtensee 1923.
- Der verlorene Sohn. Lustspiel. Neuland, Hamburg 1926.